# Jean-Henri X d'Hochberg
Jean-Henri X prince de Pless, comte d'Hochberg, baron de Fürstenstein (né le 2 décembre 1806 à Berlin et mort le 20 décembre 1855 dans la même ville) est un seigneur et un industriel minier prussien.

## Biographie
Les parents du prince Pless sont le comte Jean-Henri VI d'Hochberg (1768–1833) et la princesse Anne-Émilie d'Anhalt-Köthen-Pless (1770–1830), fille du prince Frédéric-Erdmann d'Anhalt-Pless.
Il est marié à Ida von Stechow-Kotzen (1811-1843), fille de Friedrich Ludwig Wilhelm von Stechow (1771-1839). De ce mariage est né Jean-Henri XI (1833-1907), Jean-Henri XII Maximilien (né et mort en 1835), Jean-Henri XIII Conrad (1837-1858), Anne (1839-1916), mariée avec le prince Henri XII Reuss zu Köstritz (1829-1866), et Bolko von Hochberg (1843-1926).
Dans son second mariage, il se marie le 29. Janvier 1848, la sœur de sa première femme, Adelheid née von Stechow, veuve von der Decken (née le 25. septembre 1807 et morte le 24 août 1868), la mère de Julius von der Decken (de) et de Karl Klaus von der Decken.
En tant que petit-fils du premier prince de la lignée d'Anhalt-Köthen, il hérite du titre princier après l'extinction de la famille d'Anhalt-Köthen-Pleß en 1847. En 1848, il reçoit la titulature prussienne-primogène prince de Pless de Frédéric-Guillaume IV.
Le prince Pleß est le maréchal d'État de Silésie (de) et député de la première chambre prussienne. Lors de la fondation de la Chambre des seigneurs de Prusse (1854), il en devient le président pour une année supplémentaire. Il décède à l'âge de 49 ans.